# 치즈 퐁뒤
치즈 퐁뒤(영어: cheese+fondue)는 스위스 및 인접한 프랑스의 사부아와 프랑슈콩테, 이탈리아의 발레다오스타와 피에몬테 등에서 즐겨 먹는 치즈 요리이다. 퐁뒤의 하나로, 치즈를 백포도주나 물에 녹여서 빵 등을 찍어 먹는 음식이다. 스위스의 국민 음식 가운데 하나로 여겨진다.

## 이름
지역에 따라 케제퐁뒤(독일어: Käsefondue), 퐁뒤 오 프로마주(프랑스어: fondue au fromage), 폰두타 알 포르마조(이탈리아어: fonduta al formaggio) 등으로 불린다.

## 만들기
그뤼예르나 바슈랭, 라클레트 등의 치즈를 강판에 간다. 카클롱 바닥과 벽에 마늘을 문질러 향을 바르고, 백포도주나 물을 붓고 간 치즈를 넣어 저으며 데운다. 레몬 즙, 후추 등을 넣기도 하며, 키르슈바서나 옥수수녹말가루 등을 넣기도 한다. 막대기에 한 입 크기로 썬 빵 등을 꽂은 다음, 치즈 소스에 찍어 먹는다.

## 종류

### 스위스
- 글라루스 퐁뒤(독일어: Glarner Fondue 글라르너 퐁뒤[*]): 2/3 아펜첼러, 1/3 그뤼예르와 샤프치거 약간
- 뇌샤텔 퐁뒤(프랑스어: fondue neuchâteloise 퐁뒤 뇌샤텔루아즈[*]): 50% 그뤼예르, 50% 에멘탈
- 동스위스 퐁뒤(독일어: Ostschweizer Fondue 오스트슈바이처 퐁뒤[*]): 50% 아펜첼러, 50% 틸지터, 포도주 대신 사과주
- 반반 퐁뒤(프랑스어: fondue moitié-moitié 퐁뒤 무아티에무아티에[*]): 50% 그뤼예르, 50% 바슈랭
- 발레 퐁뒤(프랑스어: fondue valaisanne 퐁뒤 발레잔[*]): 50% 바슈랭, 25% 그뤼예르, 25% 라클레트
- 베른 퐁뒤(독일어: Berner Fondue 베르너 퐁뒤[*]): 50% 에멘탈, 50% 콩테
- 아펜첼 퐁뒤(독일어: Appenzeller Fondue 아펜첼러 퐁뒤[*]): 100% 아펜첼러
- 중앙스위스 퐁뒤(독일어: Innerschweizer Fondue 이너슈바이처 퐁뒤[*]): 1/3 그뤼예르, 1/3 에멘탈, 1/3 스브린츠
- 프리부르 퐁뒤(프랑스어: fondue fribourgeoise 퐁뒤 프리부르주아즈[*]): 100% 바슈랭 프리부르주아

### 프랑스
- 사부아 퐁뒤(프랑스어: fondue savoyarde 퐁뒤 사부아야르드[*]): 50% 에멘탈 드 사부아, 50% 보포르 및 콩테
- 프랑슈콩테 퐁뒤(프랑스어: fondue franc-comtoise 퐁뒤 프랑콩투아즈[*]): 100% 콩테

## 같이 보기
- 라클레트